# 立方形密鋪
| · 正方形鑲嵌. · 1種顏色    | · 立方體堆砌在正圖形的形式 · 1種顏色 |
| · 棋盤正方形鑲嵌 · 2種顏色 | · 立方體堆砌. · 2種顏色              |
| · 擴展正方形鑲嵌 · 3種顏色 | · 擴展立方體堆砌 · 4種顏色           |
| · 4種顏色                  | · 8種顏色                            |

在幾何學中，立方形密鋪是一個正密鋪家族，在n維空間中，施萊夫利符號以{4,3...3,4}表示，且n>=3時具有考克斯特群Rn (or B~n-1)的對稱性。
這種密鋪是在每脊以4個n維立方形構造。
所有的立方形密鋪都屬於自身對偶
考克斯特將在n維空間種的立方形密鋪命名為δn+1以表示其維度。
立方形密鋪在不同維度時有不同稱呼，「密鋪」是指緊密填滿空間。二維時稱做正方形鑲嵌；三維時稱立方體堆砌；四維以上則稱為堆砌或蜂巢體（英語：honeycomb）。